# أبو عزة المهاجي
أبو عزَّة المهاجي من شيوخ الصوفية بالمغرب وينسب بالتلمساني المهاجي، من مهاجة وهي قبيلة من بني عامر بقرب من تلمسان. يجهل بالتحديد تاريخ ولادته توفي عام 1860 م بالمغرب الأقصى.

## حياته

### نسبه
يرجع نسب سيدي أبو عزَّة المهاجي من الولي والعالم سيدي ميمون بن محمد بن عبد الله بن موسى بن عيسى بن الحسين بن عمران بن إبراهيم بن علي بن الحسن بن أحمد بن محمد بن المولى إدريس الأزهر بن المولى إدريس الأكبر بن عبدالله الكامل بن الحسن المثنى بن الحسن السبط بن علي وفاطمة الزهراء بنت النبي محمد ﷺ.

### شيوخه
وكان من أصحاب الشيخ مولاي العربي الدرقاوي، وإليه ينسب، ويقال إنه كان في أول أمره ممن يغلب عليه الصمت، حتى قال له شيخه العربي الدرقاوي يوما:" تكلم! فانطلق حينئذ لسانه يتكلم ويقول:«لو نزل إلينا الملائكة من السماء، لتذاكرنا معهم» وكان إذا جالس العلماء أفحمهم، ولم يقدر أحد منهم أن يجادله في شيء، وكان من أهل الحقائق والعرفان، له زاوية بوجدة وأخرى بتلمسان له فيهما أصحاب وأتباع.
يحكى أنه كان جالسًا مع بعض العلماء، فجاء سائل يسأل عن مسالة غميضة من الفقه، فأجابه ذلك البعض من العلماء بما يحفظه فيها من نص "المختصر"، فقال له سيدي أبو عزَّة، ولم يكن مساس بالمختصر ولا بشروحه ولا بشيئ من الفقه :«في نفسي من هذا الفقه شيء، أظنه غير مسلم فراجع شرَّاح المتن (أي علماء الشرح)». ففعل العالم المذكور فوجد الشرَّاح كلهم قد اعترضوه، فتعجب من ذلك.

## تلامذته
- محمد بن قدور الوكيلي

## وفاته
توفي رحمه الله يوم الجمعة، 15 من ربيع الثاني 1277 هجري الموافق لـ 15 سبتمبر 1860، ودفن بمسجد سيدي أبو مدين الغوث المعروف بأقصى حومة الرميلة من عدوة فاس الأندلس (القرويين)، بقوس منه عن يمين المحراب.